# Franciscaines de l'Immaculée Conception de Graz
Les Franciscaines de l'Immaculée Conception de Graz (en latin : Congregatio Sororum Scholarum Graecensium III Ordinis S. Francisci ) sont une congrégation religieuse féminine enseignante de droit pontifical.

## Histoire
L'origine de l'institut remonte à l'école ouverte à Graz par Anna Engel en 1820 et gérée par une communauté d'enseignantes du Tiers-Ordre franciscain. La direction est reprise en 1841 par Antonia Maria Lampel, qui propose à l'évêque de Graz de créer une congrégation. La communauté est érigée canoniquement le 29 septembre 1843.
La congrégation se répand rapidement, son développement n'est pas interrompu par la séparation de quelques maisons qui donnent naissance à d'autres instituts ; ainsi la communauté de Vöcklabruck fondée en 1850 devient indépendante en 1861 pour donner les pauvres sœurs des écoles de Saint François Séraphique ; la maison de Maribor fondée en 1864 est autonome en 1869 pour devenir les sœurs des écoles franciscaines du Christ-Roi ; et celle de Slatiňany fondée en 1859 devient indépendante en 1888 pour donner les franciscaines enseignantes du Tiers-Ordre régulier.
Les sœurs arrivent au Brésil en 1922, puis en Chine en 1936 et en Afrique du Sud en 1939. Dans leur patrie, elles souffrent à cause de l'Anschluss ; les nazis dispersent les sœurs et s'emparent de leurs écoles, de nombreuses religieuses sont alors employées comme infirmières dans les hôpitaux ou dans les paroisses.
L'institut est agrégé à l'ordre des frères mineurs le 10 août 1904 ; il reçoit le décret de louange en 1930 et ses constitutions sont définitivement approuvées le 3 août 1937.
Maria Klara Fietz (1905-1937), sœur autrichienne de la congrégation, est reconnue vénérable le 12 janvier 1996.

## Activités et diffusion
Les sœurs se consacrent essentiellement à l'enseignement.
Elles sont présentes en:  
- Europe : Autriche, France, Monténégro, Slovénie.
- Amérique : Brésil.
- Afrique : Afrique du Sud, Cote d'Ivoire.

La maison-mère est à Graz.
En 2017, la congrégation comptait 324 sœurs dans 58 maisons.